# Kadzidłowa-Karolewo
Kadzidłowa-Karolewo – kolonia w Polsce położona w województwie łódzkim, w powiecie łęczyckim, w gminie Grabów.
Do 2007 Karolewo. Do 2023 miejscowość była częścią wsi Kadzidłowa.